# Suncus aequatorius
Suncus aequatorius és una espècie de mamífer de la família de les musaranyes (Soricidae). Es pensa que és endèmica de Kenya, tot i que possiblement també viu al nord de Tanzània. Es veu amençada d'extinció per la pèrdua del seu hàbitat natural.